# Romance no Deserto
Romance no Deserto é o décimo-quarto álbum de estúdio gravado pelo cantor, compositor e instrumentista cearense Raimundo Fagner. O álbum foi lançado pela gravadora BMG-Ariola no final do ano de 1987.
Este álbum foi um dos primeiros discos brasileiros a serem lançados em CD nos Estados Unidos da América, no mesmo período do lançamento brasileiro em vinil. Esta versão em CD chegou ao Brasil no início de 1989, pouco mais de um ano após o lançamento original em vinil no Brasil e do CD no mercado norte-americano.

## Recepção
| Críticas profissionais | Críticas profissionais |
| Avaliações da crítica  | Avaliações da crítica  |
| Fonte                  | Avaliação              |
| ---------------------- | ---------------------- |
| All Music Guide        | [ 1 ]                  |

A crítica não gostou da participação dos autores do hit "Deslizes", Michael Sullivan e Paulo Massadas no álbum de Fagner. Por mais uma vez, um álbum de Fagner foi rotulado 'brega' pela crítica. Como a FM da época apostava em canções românticas e calmas com as de Rosana, Fábio Jr. e Sandra de Sá, as emissoras de rádio aproveitaram para lançar "Deslizes", e isto também foi mal-visto pelos críticos. Apesar da baixa na crítica, o álbum foi um sucesso em vendas, ultrapassou a marca de 1 milhão cópias vendidas, recebeu a certificação de tripla platina e o disco ficou no primeiro lugar de vendas da gravadora BMG-Ariola.

## Faixas
1. "À Sombra de um Vulcão" (Fagner/Fausto Nilo)
2. "Paraíso Proibido" (Fagner/Fausto Nilo)
3. "Demônio Sonhador" (Fagner/Fausto Nilo)
4. "Ansiedade (Ansiedad de Besarte)" (José Enrique/Sarabia Rodríguez/versão: Fagner/Fausto Nilo)
5. "Romance no Deserto (Romance in Durango)" (Bob Dylan/Jacques Levy/versão: Fausto Nilo)
6. "Você Endoideceu Meu Coração" (Nando Cordel)
7. "Deslizes" (Michael Sullivan/Paulo Massadas/Alan Menken/Howard Ashman)
8. "Chorar é Preciso" (Moraes Moreira)
9. "Incêndio" (Petrúcio Maia/Belchior)
10. "Preguiça" (Gonzaguinha)

## Músicos
- Lincoln Olivetti – teclados, bateria, arranjos e regências
- Fernando Souza – contra-baixo
- Robertinho de Recife – guitarras
- Raimundo Fagner – vocais, guitarra acústica
- Manassés – violas e cavaquinho
- Leo Gandelman – sax soprano, alto e tenor soprano
- Chiquinho – acordeon
- Rildo Hora – gaita
- Dino – violão 7 cordas
- Fabiola, Solange, Nina, Regina Correa, Renata Moraes, Ronaldo Correa, Roberto Correa, Paulo Massadas, Júnior Mendes – vocais